# あべみかこ
あべ みかこ（英文名：Mikako Abe、中文名：安部未華子、1994年2月21日 -）は、日本の女優、YouTuber、タレント。元AV女優、ARCHE Production所属。
趣味はゲーム、ダーツ、お絵描き。

## 略歴
2012年6月、『奇跡の透明感 平成6年生まれ 初のAVデビュー あべみかこ18歳』（ピーターズMAX）でAVデビュー。約1万本を売り上げる。
以後月1ペースで10作品を発表後、2013年3月に引退。のちのインタビューで彼氏バレでの引退だったと告白（2025年のインタビューではデビュー作の時点で彼氏にはバレており、親バレが原因だったと答えている）。
2013年7月、『電撃移籍 華麗なる潮吹き性交 あべみかこ』（キャンディ）で復帰。
2013年9月、『最初が私でいいのかな? 筆おろし初体験 童貞さんをプロデュース あべみかこ』を発表後に再び引退。
2014年9月9日、Twitterにて再復帰を発表。
2014年11月、復帰作『全身性感帯になって帰ってきたあべみかこの欲深いセックス』（ピーターズMAX）を発売。
2016年12月、DMMニュースR18にて、あべみかこの私服がダサい検証企画「私服キャノンボール2016」が開催され話題となる。
2016年12月22日、MOODYZ忘年会にて「MOODYZチーム最多出演賞」と「最優秀ワンズファクトリー賞」をW受賞。
2017年4月23日、『DMM.R18アダルトアワード2017』にて、特別賞を受賞。
2017年4月27日、YouTubeチャンネル 『あべみかこチャンネル』 （旧名「あべみかこプロジェクト」）を開設。
2017年5月、週刊プレイボーイ「ちっぱいAV女優番付」で横綱に選出された。
2018年4月、楽曲【貧乳行進曲 feat FRANKEN,K-JACK】を発表。
2018年11月、『スカパー！アダルト放送大賞2019』の女優賞にノミネート。
2019年10月、『ゲオTV×メンズサイゾー ADULT AWARD 2019』の「昇天クイーン部門」にノミネート。二つ名は「イキザマ七変化」。
2019年5月に映画初出演、初主演。2020年4月に開催されたピンク映画ベストテン2019で新人女優賞を受賞。
2020年12月、「FLASH 2020年現役最強セクシー女優BEST100」読者投票・第10位選出。
2021年2月、ゲオTV「バレンタインチョコを貰いたいAV女優！アンケート」第5位を獲得。
2021年6月5日、記者会見を行い、体力の衰え、心技体が一致しないことを理由にAV女優業の引退を発表（引退時期は10周年となる2022年）。YouTube、テレビ出演などAV以外のタレント活動は続ける。
2021年6月17日、ピンク映画ベストテン2020において主演女優賞を受賞。同年8月発表「読者300人が選んだFLASH 2021セクシー女優ランキング」読者投票15位。
2022年6月20日、「あべみかこ10周年イベント」を開催、同日をもってAV女優を引退した。
2023年7月3日週FANZA動画フロアランキングにて、2022年12月に発売された出演アンソロジー作品『【福袋】S-Cute 可愛い子だけ15作品をノーカット収録38時間!』が1位を記録。8月7日週FANZA動画フロアランキングにて、同作品が3位再浮上。
引退後はゲーム配信とともに役者として舞台を中心に活動している。

## 人物
周りに気を遣えるマイペース型で、地頭の良さ、切れ長の目、ちっぱいバストがトレードマーク。
デビュー後初インタビュー（DMM NEWS.R18）において、インタビュアーの大木テングーより、「『クラスの中では地味だけど、妙に男子から人気が高かった系』女子。こういう子、AV界にはいそうでいない」と評される。
ゲームが大好き。暇あれば「モンスターストライク」で心を整えている。2020年にはモンストの高難易度攻略解説動画を中心としたYoutubeのサブチャンネルを開設。同年10月にはモンスト公式のイベントにも出演。
好きなアニメは「妖狐×僕SS」や「エヴァンゲリオン」。好きなボカロ曲は「Dear」。
2016年、週刊プレイボーイの紗倉まなコラムにて「今年イチ推しなのがあべみかこちゃん。彼女もまた私が絶対になれないかわいさを持った最強の女優さん。一目惚れしました」と評される。
その他にも、あず希、八尋麻衣、野々原なずななど同業者から推しとして名前が挙がる愛されキャラ。
仲のいい女優は、公認カップルの栄川乃亜（彼女）。別々の所属事務所にもかかわらずトークイベント『あべ☆のあ』をセルフプロデュースで定期開催している。
プロダーツ選手のまよんぬとも仲がいい。
演技力に定評があり、前述のように映画において女優賞を獲得。ただし本人は器用貧乏と述べており、常に平均点が取れるため「もっと」の欲がないのが欠点とインタビューにおいて自己批評している。また、意識が変わった作品に『あべみかこの凄テクを我慢できれば生★中出しSEX！』（2016年）を挙げており、素を出さなければいけないことで凹んだ半面、ファンも増え、この作品から地を出していいんだと思えたという。
幼少時は転勤族で転向のたびに人間関係を作るのがおっくうになり人見知りに育った。父親が漫画好きだったことで、文化的な趣味が好きなのは当時の影響と述べている。勉強は好きなほうで、中でも数学を得意としている。大学は数学科の推薦を貰ったが数字のみに関心があり、図形やプログラミングはやりたいことではなかったため進学は断念している。

### オリジナル曲
2016年末のオフ会『あべこ祭』にて、作品『女子校生に逝かされたい。』のオリジナルイメージソング 『女子校生に殺されたい。』 を発表（作中では未使用）。
2017年2月SoundCloudにてフルコーラス版が公開後、2020年9月各配信サイトにて配信開始。自身のYouTubeチャンネル 『あべみかこチャンネル』でもよく使用されている。
2021年2月24日にCDデビュー。

### 胸のサイズ
特徴でもある小さい胸のサイズ問題が度々話題となり、更新を繰り返している。デビュー当時の公称はAカップ。
2017年の『DMM.R18アダルトアワード』でBカップと誤表記され、TwitterでAカップと訂正。アワード公式サイトでも訂正された。
2018年1月に3サイズを測り直し、AA（ダブルエー）カップと再訂正。10月開始の冠番組『あべみかこのAAですけど何か？』のタイトルにも使用された。
2020年9月、『あべみかこのAAですけど何か?』収録でカップサイズを測ったところ、CカップであったことをYouTube配信にて謝罪した。ただし下着メーカーによっても変わるため、2021年の週刊プレイボーイちっぱい特集では改めてAAカップと記述されている。
デビュー以前は乳房の発達していないモデルはグラビア、AV問わず希少状態であったこともありコンプレックスだったが、逆にこれが需要を産み「ちっぱいブーム」を産んだ。

## 受賞歴
- 2016年MOODYZチーム最多出演賞[14]
- 2016年最優秀ワンズファクトリー賞[15]
- 2017年DMM.R18アダルトアワード　最優秀女優賞ノミネート[45]
- 2017年DMM.R18アダルトアワード　特別賞[16]
- 2018年DMM.R18アダルトアワード　最優秀女優賞ノミネート
- スカパー！アダルト放送大賞2019　女優賞ノミネート
- キング・オブ・モンスト モンスト近代五種選手権 初代王者[34]

## 作品

### アダルトビデオ
ピーターズMAX専属期間
- 奇跡の透明感 平成6年生まれ 初のAVデビュー あべみかこ18歳（6月20日）
- 初めての恥ずかしいお漏らし あべみかこ 18歳（7月20日）
- 白く汚れたアイドル メガ発射ザーメン あべみかこ（8月20日）
- エスカレートする Jr.アイドル あべみかこ（9月20日）
- 初めてのソープ体験 あべみかこ（10月20日）
- 覚醒 あべみかこ（11月20日）
- 白いごちそう あべみかこ（12月20日）

ピーターズMAX専属期間
- 「強制淫語教室」 君のチ○ポなら臭くても洗ってなくても舐められるよ◆ あべみかこ（1月20日）
- 恥ずかしい露出で興奮する美少女 あべみかこ（2月20日）
- これで見納め 完全引退!ワタシ普通の女の子に戻ります。あべみかこ（3月20日）

キャンディ専属期間
- 電撃移籍 華麗なる潮吹き性交 あべみかこ（7月1日）
- 苦しいけど大好き イラマチオ◆ あべみかこ（8月1日）
- 最初が私でいいのかな？ 筆おろし初体験 童貞さんをプロデュース あべみかこ（9月1日）
- あべみかこ PREMIUM 4時間（10月15日、ピーターズMAX）※単体ベスト

非専属期間
- 全身性感帯になって帰ってきたあべみかこの欲深いセックス（11月15日、ピーターズMAX）

- 大きなチ○ポに狂った美少女 あべみかこ（2月1日、ワンズファクトリー）
- 制服美少女と性交 あべみかこ（2月6日、ドリームチケット）
- 濃厚、密着、セックス　あべみかこ（2月7日、Premium）
- 美少女X失禁!!射精みたいな快感おもらし。（2月13日、ムーディーズ）
- あべみかこBEST4時間（3月1日、キャンディ）※単体ベスト
- 制服女子校生と中出し乱交～卒業～（3月1日、ズッコン/バッコン）
- ○学生居眠り図書館痴漢 図書館で勉強中にウトウトしているウブな○学生は居眠り中に痴漢され目を覚ましても恐怖のあまり大声を出して拒否できない!（3月5日、アパッチ）
- セックス中毒の変態ロ●ータ 貧乳パイパンロリ体型の超美少女淫行 ロリ体型の女の子 あべみかこ（3月8日、ケー・トライブ）
- みかこ 外の世界を知らずに育った監禁少女（4月1日、ワンズファクトリー）
- ペロペロサイミン2 あべみかこ（4月1日、ムーディーズ）
- 微乳A とっても感じる小っちゃいおっぱい あべみかこ（4月4日、ドリームチケット）
- 大量ごっくん15発!淫語ロリ女子アナウンサーあべみかこ（4月9日、ケイ・エム・プロデュース）
- 妹2人とまさかの3P!中出しするハメに…。上の妹は美人なのに奥手で彼氏無し。下の妹は超がつく程のヤリマン…。そして僕はまったくモテない。連日男を連れ込むヤリマン妹の部屋から聞こえるHな声にムラムラし毎日オナニーの上の妹…（4月9日、Hunter）
- パイパン少女 磔いじめ あべみかこ（4月13日、ムーディーズ）
- 絶対制服美少女 真正中出し解禁!!! あべみかこ（4月25日、本中）
- 絶頂微乳スレンダーA あべみかこ（5月1日、ムーディーズ）
- 睨まれレ○プ 1○歳編～反抗期娘と強制性交～（5月1日、ムーディーズ）
- 貧乳×パイパン 俺の娘は理想的なつるぺたロリっ娘 娘と淫行（5月3日、ケー・トライブ）
- クラスの女子は僕と一緒でまだ子供だと思ってたら 超マセていてHに興味津々！クラスに男は僕一人だからHに関する事を僕で何でも試そうとするんです！(5月7日、ゴールデンタイム)
- 美少女がザーメン食べた 男汁バイキング あべみかこ（5月13日、ムーディーズ）
- 美少女レズビアン あべみかこ 木下寧々（5月15日、ピーターズMAX）
- 女えろまんが家達のアシスタントになったから子作り（5月30日、ズッコン/バッコン）
- 私の子宮を射精でオとして あべみかこ（6月1日、ワンズファクトリー）
- 思春期の教え子たちといつでもどこでも中出しできる子作り学校（6月25日、本中）
- 四畳半ロ●ータ あべみかこ（7月24日、I.B.WORKS）
- 私、本名でセックスしてました。 あべみかこ（8月1日、無名時代）
- 着衣でセックスする「あべみかこ」がエロい件（8月15日、ピーターズMAXS）
- 絶対妊娠!ガン反り生チ○ポで孕ませ中出しSEX!（9月25日、本中）
- ネットカフェ監禁レ×プ 無料パイパン肉便器（11月1日、ムーディーズ）
- 照れるほど見つめられるフェラチオ3（11月6日、ドリームチケット）
- 女子校生 人体固定中出し輪姦 惨（11月13日、ムーディーズ）
- 本中5周年記念作品！！美少女中出し島2015（12月25日、本中）

- 【衝撃】女優崩壊観察ドキュメント！絶叫即中出しきもだめしツアー（1月25日、本中）
- 神待ち家出少女 媚薬漬け中出しキメセク監禁（2月1日、ムーディーズ）
- 中出しごっくん逆3P同棲性活 1ヵ月分の30発ザーメンを姉と妹2人が1日で中出しごっくん!!（2月1日、ムーディーズ）
- 最近の女子校生は中出し淫語で遊んでる（2月1日、ワンズファクトリー）
- 好きなマ○コにいつでも中出しOK海の家 美少女編（2月25日、本中）
- 女捜査官 狂い逝き集団拷姦（3月1日、ヴィ）
- 敏感・痙攣・激射中出しで乳首ビックン！（3月26日、本中）
- あべみかこの凄テクを我慢できれば生★中出しSEX！（4月1日、ワンズファクトリー）
- 麻薬捜査官 淫虐の扉 あべみかこ（4月15日、ピーターズMAX）
- 上原亜衣引退スペシャル 逆100人×中出し 次の上原亜衣になるAV女優は誰だ！？（4月25日、本中）
- 愛ある2連射せっくちゅ◆ あべみかこ（5月6日、ワープエンタテインメント）
- 強制喉奥イラマチオハンドル あべみかこ（5月13日、ムーディーズ
- たぶん、私がアナタに一番似合う彼女だと思う。 あべみかこ（5月15日、ピーターズMAX）
- 山芋ローションでとろろ中出し あべみかこ（5月26日、本中）
- 僕のセックスフレンド紹介します あべみかこ（5月27日、BECKAKU）
- 裏垢JKオフ会 脅迫王様ゲーム みかこ（6月1日、CORE）
- SUPER JUICY はま KURI 栗 ～美少女戦士拷問哀歌～ 第十七幕 あべみかこ（6月13日、BabyEntertainment）
- 「童貞の可愛いチ○ポが大好き…」約1ヶ月間、両親がいるのに勉強も教えず、童貞男子生徒を自分好みに調教してきた家庭教師の真正中出し投稿映像女子大生 みかこ 21才 （6月23日、SODクリエイト）
- ロ●ータだいちゅき！パンパン中出し あべみかこ （6月26日、本中）
- 監禁オイルマッサージ 鬼イカせ中出しレ×プ あべみかこ（7月1日、ワンズファクトリー）
- 奇跡のスレンダー微乳少女 あべみかこ8時間（7月1日、ワンズファクトリー）
- 俺の妹とお前の妹どっちがエロいか交換して中出ししまくってみないか？（7月1日、ムーディーズ）
- ちっぱいのよさを知るには「あべみかこ」がいい、という新常識。（7月8日、バルタン）
- 時間停止能力中出し泥棒JK～知らないうちにザーメンを奪われる男子達～ あべみかこ（7月13日、ムーディーズ）
- 微乳美少女あべみかこはじめての本物中出し30発ベスト！！ （7月25日、本中）
- アナル舐め舐め学園2 あべみかこ あおいれな（8月1日、ムーディーズ）
- パイパン娘が中出しを受け入れる濃厚オヤジのねっとりSEX あべみかこ（8月1日、ワンズファクトリー）
- 微乳Aカップ美少女あべみかこ8時間（8月13日、ムーディーズ）
- ポルチオ性感開発 拘束媚薬 痙攣連続イカせ 中出しオイルエステ あべみかこ（8月15日、ピーターズMAX）
- キマリすぎたあべみかこ 足ガク腰ブル痙攣中出し媚薬トランス（8月19日、乱丸）
- 誘惑中出し回春エステサロン あべみかこ（8月25日、痴女ヘブン）
- 上品VSやんちゃ ふたつの家族がエロすぎたからおもくそ子作り（9月1日、ズッコン/バッコン）
- ご奉仕専用パイパンメイド あべみかこ（9月1日、ワンズファクトリー）
- JK姪っ子に何度も射精させられた僕… あべみかこ（9月13日、ムーディーズ）
- みかこ（9月15日、ボクとカノジョ。）
- 早漏イクイク女子校生3 あべみかこ（10月1日、ムーディーズ）
- いじめっ娘JKの杭打ち騎乗位中出し あべみかこ（10月1日、ワンズファクトリー）
- ボクだけのしたがり家庭教師 あべみかこ（10月7日、クリスタル映像）
- 嫁の連れ子を緊縛調教して俺のチ●ポなしでは生きられないカラダにした あべみかこ（10月13日、ムーディーズ）
- ぶちこみ！！ 17連続生中出し あべみかこ（10月15日、ピーターズMAX）
- ボクはカノジョに精子を搾り取られるだけの生き物 あべみかこ（10月19日、ドグマ）
- 痴漢‘M’覚醒 中出しアクメ編 何回も精子が子宮に直撃する快楽で言いなりになる中出し中毒娘 WSP（10月20日、ナチュラルハイ）
- 犯された純情女子校生 熟睡している彼氏の隣で先輩に寝取られた私 あべみかこ（10月25日、h.m.p DORAMA）
- 親がいない日、僕は妹とむちゃくちゃSEXした。 あべみかこ（10月28日、I.B.WORKS）
- むっつりど変態イケイケ小悪魔 正反対に育った父親大好き娘ふたりとの生活。（11月1日、ムーディーズ）
- 世間知らずの社長令嬢がアヘ顔の絶頂奴隷に成り下がった… あべみかこ（11月1日、ワンズファクトリー）
- 汗だくで、まぐわう。あべみかこ（11月15日、ピーターズMAX）
- 女監督ハルナの素人レズナンパ106 あべみかこ×女友達同士! 初めての3Pレズでめっちゃイキまくり絶頂体験! （11月15日、A&T/ナンパーズ）
- 塩対応アイドルに腹を立てて犯してやったらカラダはまさかの神反応 あべみかこ（11月19日、ムーディーズ）
- ごっくん強制操り人形 あべみかこ（11月19日、エムズビデオグループ）
- 便所交際 おじさん好きの変態美少女JKと心ゆくまで中出し便所ファック！ あべみかこ（11月25日、えむっ娘ラボ）
- シロダーラ催眠ツルペタ乳首媚薬漬け あべみかこ（12月8日、CORE）
- 敏感微乳×スペレズA あべみかこ あおいれな（12月8日、エムズビデオグループ）
- 私立ハーレム淫語学園3！！！（12月13日、ムーディーズ）
- 密着！一人娘が洗体営業を行う板○区最後の湯女付き銭湯 あべみかこ（12月13日、ムーディーズ）
- レ×プされて心までイカれた娘からの中出し輪姦ビデオレター あべみかこ（12月13日、ワンズファクトリー）
- ぶちこみ！！ 17連続生中出し 木下寧々　※あべみかこ友情出演（12月15日、ピーターズMAX）
- 女子校生 恥辱の放課後 あべみかこ（12月19日、アタッカーズ）
- SODファン大感謝祭！賢者タイムなし！何発も発射できる猛者が神！射精無制限ぜつりんバスツアー 超人気女優16人 VS 一般募集素人ファンによる夢の大乱交！総勢19名一泊二日79発射！（12月22日、SODクリエイト）
- 世界一発射の勢いが凄すぎる男の孕ませドッカーンSEX（12月25日、ROOKIE）

- 放課後の教室を覗くと、僕の大好きなJKがクソ教師に種付けプレスでイキ堕ちしながら僕を見ていた…。 あべみかこ（1月1日、本中）
- 理性も吹き飛ぶDQN彼氏の肉便器調教 可愛い妹がDQNな彼氏に調教されているのをただ指を咥えて見てるしかないなんて… あべみかこ（1月1日、Fitch）
- 泣くほど超必死 種付けおねだりJK あべみかこ（1月1日、ワンズファクトリー）
- 家の中に潜む絶倫少女は…中出しSP!奥さんにバレるスレスレで何回も無理やりハメたがる既婚者チ○ポ好き (1月6日、ナチュラルハイ)
- マッサージにやってきた女性客の性感ポイントをこっそりじっくり刺激しつづけたら異常興奮で自ら性交懇願…早速挿入してあげたら隣客にバレないように絶頂声を上げないように、超スローな腰振りしかできない情けないセックスを見せてくれた（1月13日、MOODYZ）
- スペレズごっくんWパイパン美少女 つぼみ あべみかこ（1月13日、MOODYZ）
- 兄に犯されてから、ムラムラが止まりません。弟をイタズラし、兄におねだりしてしまいます…。近親相姦 あべみかこ（1月15日、ピーターズMAX）
- SODファン感謝祭 裏ぜつりんバスツアー 脱落者救済 熱血SEX塾 発射できないダメち○ぽは私たちがお仕置きよ(ハート) (1月19日、SODクリエイト)
- クズどもの性処理具（1月27日、REAL）
- 理性の吹き飛んだ美少女と中出し性交 あべみかこ（2月1日、MOODYZ）
- うちのエリート家族に催眠術が効きすぎたから子作り（2月1日、ズッコン/バッコン）
- ドリシャッ!! あべみかこ（2月3日、ワープエンタテインメント）
- 女子校生に逝かされたい。 あべみかこ（2月7日、ダスッ！）
- 全部丸見え！超肉眼中出しエロティシズム あべみかこ（2月10日、ケイ・エム・プロデュース）
- ED・早漏治療薬が効かない貴方に‘あべみかこ’を処方します。（2月15日、ピーターズMAX）
- 完全拘束イラマチオ 3 あべみかこ（2月16日、グローリークエスト）
- 幼馴染ともう一度…あべみかこ（2月24日、I.B.WORKS）
- 神待ちJKに我が家が占領されたから子作り（3月13日、ズッコン/バッコン）
- あべみかこ PREMIUM 4時間vol.2（3月15日、ピーターズMAX）
- 女のオーガズムは男の10倍！完全主観 女目線で自分のカラダがイキまくる！女だらけのいいなりレズ絶頂温泉旅行 (3月18日、SODクリエイト)
- スローなハンドテクでもの凄い射精、フル勃起エステサロン あべみかこ（3月25日、MOODYZ）
- 美少女は顔舐めで愛を表現する あべみかこ（3月31日、ドリームチケット）
- お兄ちゃんの交際を全力の中出しで阻止する妹 あべみかこ（4月13日、本中）
- 大人の託児所 保育士あべみかこが赤ちゃんプレイに神対応（4月15日、ピーターズMAX）
- 女子校生拷問フェラくらぶマニアックスvol.1（4月19日、MOODYZ）
- Aカップパイパンメイド密着ご奉仕SPECIAL 2（5月1日、MOODYZ）
- 接吻のち、孕ませ。 あべみかこ（5月5日、ドリームチケット）
- 絶対女子校生 中出し大乱交スペシャル（5月13日、本中）
- 僕だけの人工知能搭載ラブドール あべみかこ（5月15日、ピーターズMAX）
- SODファン大感謝祭×真正中出し 射精無制限ぜつりんバスツアー (5月18日、SODクリエイト)
- あべみかこSPECIAL BEST 4時間（5月26日、TMA）
- 全裸ナースハーレムスペシャル（6月9日、ケイ・エム・プロデュース）
- 下等な雄との性行の方が気持ちいいんです…何してもいい性処理ケースワーカーさん。 あべみかこ（6月19日、ドグマ）
- クラスのDQN軍団から助けてくれたのに何も出来ない僕。 あべみかこ（6月19日、MOODYZ）
- 女監督ハルナの素人レズナンパ114 あべみかこ×親友同士！初3P絶頂体験！女だけの快感を教えてア・ゲ・ル（8月15日、ピーターズ）
- ボクの大好きな妹が…キモ男に寝取られた挙句、交尾狂いのメスにされていた。（8月25日、レアルワークス）
- 帰省して久々に会った妹と親には内緒の近親相姦中出し性交（9月1日、TMA）
- 夏のひめごと。実写版（9月1日、無垢）
- 固定バイブだるまさんが転んだ6 AV OPEN2017スペシャル！！（9月1日、はじめ企画）
- 女子校生孕ませレイプ中出し20連発（9月8日、レアルワークス）
- いつでもどこでも時間停止してコスプレイヤーを犯しまくる撮影会（9月23日、MOODYZ）
- さっきまで友達、今もトモダチ（10月13日、BALTAN）
- 貫通オナホールで先端フェラチオ～人工女性器で本物女子にシゴいてもらう、突き破ってみたら更なる快感が待っていた～（10月20日、SEX Agent/妄想族）
- 仲良くシェアするツインフェラチオ～妹だから出来る息ぴったりのコンビ技！ハーレム過剰奉仕で快感飽和～（10月20日、SEX Agent/妄想族）
- クラスで美少女と評判の妹はキモいお兄ちゃんのチ●ポだけが大好き！（10月27日、TMA）
- わがままSっ娘パイパン美少女つるぺた中出し女子校生（11月17日、クリスタル映像）
- 空前絶後のモノ凄いWフェラ（12月1日、MARRION）
- 17周年記念SP 麻薬捜査官 ヤク漬け膣痙攣（12月7日、アイエナジー）
- あべみかこがイク！！応募してきたガチ素人の童貞くん家で筆下ろしツアー（12月15日、ピーターズMAX）
- JKぬるぬるオ●ンコディルドオナニー超ベスト！！白濁汁を垂らしながらディルドでイキまくる女子●生たち(12月18日、OFFICE K´S)
- 家族と住む素人男子限定 あべみかこ、素人実家にひっそり訪問。（12月21日、SODクリエイト）
- 女子校生のパンティが好き vol.5 あべみかこ（12月22日、OFFICE K´S）

- ボクだけのご奉仕メイド あべみかこ（1月5日、クリスタル映像）
- 真面目な清楚娘に潮吹きするほどしつこくすっぽんクンニレ●プしたら理性を失い豹変！生チ○ポを求められ射精寸前にカニバサミでがっちりロック！そのまま何度もどぴゅどぴゅ連続中出し強●SEX！（1月19日、OFFICE K’S）
- びしょ濡れ女子●生雨宿り強●わいせつ（1月26日、TMA）
- あべみかこ×S-Cute 自然体の彼女がエッチで可愛い（2月1日、S-Cute）
- M男遊戯 あべみかこが引きこもりの同級生を罵倒更生（2月8日、アキノリ）
- SNSで募集したガチ素人娘とイチャラブ密着◇出張レズ性交スペシャル！！（2月15日、ピーターズMAX）
- えっちな女子○生の淫語かたりかけぐちゅぐちゅ連続絶頂ブルマオナニー（2月22日、アイエナジー）
- 巫女物語 あおいれな・あべみかこ・栄川乃亜・永井みひな（2月23日、TMA）
- 思春期に急成長したキモデブ幼馴染に寝バック種付けプレスでねじ伏せられて感じてしまった私（3月7日、本中）
- 磔獄門レ○プ4 UNLIMITED Target:TDJ○（3月8日、サディスティックヴィレッジ）
- 寝ている女子○生の妹にイタズラしていたら逆に生ハメを求められて、もう発射しそうなのにカニばさみでロックされて逃げられずそのまま中出し！2（3月21日、アイエナジー）
- あべみかこに本気のレズを教えて欲しい愛瀬美希 初めて女の子に責められ、本気で絶頂しまくる汗だくレズ調教！（3月25日、ビビアン）
- 素人ファン感謝祭 パコパコソープワゴン2018 あべみかこ（4月15日、ピーターズMAX）
- SODファン大感謝祭！賞金目指して素人男性のチ○コをヌイてヌイてヌキまくれ！総発射数31発！男も女も裸でぬるぬる密着淫乱ローション相撲（4月26日、SODクリエイト）
- リアルガチ 激写ドキュメント！あべみかこのプライベートを追跡盗撮 イケメン君とのすべてをAVで暴く！（5月13日、MARX）
- 私立喉じゃくり大学病院 精液吸引採取科（6月13日、MOODYZ）
- 僕は、妹に精子を飲ませています。（6月15日、ピーターズMAX）
- 最強属性23 あべみかこ（6月29日、プレステージ）
- 騎乗位大好きな妹は絶倫フル勃起薬で常時ガン反りさせて追撃中出し！！（7月25日、本中）
- 「夏休みだからいいじゃん！」無防備な姿で過ごす妹のノーブラタンクトップからこぼれる胸チラ・弾けそうなデカ尻ホットパンツに理性崩壊した童貞兄が親に内緒で強●生挿入！筆おろしSEXで必死に激ピストンする兄は早漏過ぎて死ぬほど中出し！2（8月10日、V＆R PRODUCE）
- 「いつまでケンカしてんの！！」実は近親相姦愛を育んでいた兄妹が喧嘩を装い親に隠れて喘ぎ声を押し殺しながら危険な中出し交尾3（9月14日、V＆R PRODUCE）
- 女子●生吹奏楽部夏合宿中出し性交（9月28日、TMA）
- 生意気娘も泣いて逃げ出す1発射につき1説教 100発罵倒ザーメン道場（10月1日、ワンズファクトリー）
- ハーレムASMRスペシャル！！（10月15日、ピーターズMAX）
- 男子の制服を着ている友達が目の前で輪姦されているのに、何もできない僕。 あべみかこ（11月15日、ピーターズMAX）
- 女子校生拘束中出し性交（12月14日、宇宙企画）
- 下校中に、失踪した女子校生がスマホで撮影されたレイプ映像…犯されまくり、本物中出しされ続ける全記録。（12月15日、ピーターズMAX）
- いつでも射精できる！抜きやすい挑発パンチラコレクション7（12月25日、	アロマ企画）

- あべみかこのギャルでしようよ（1月11日、クリスタル映像）
- 部活帰りの女子校生に生中出し2（1月11日、BAZOOKA）
- 丁寧淫語でパンチラ挑発×おま○こ挑発（1月13日、アロマ企画）
- バス時間停止！時間を停止できるストップウォッチを手に入れた僕は、朝の女性専用バスに乗車してヤリたい放題に中出ししてみた。（1月15日、ピーターズMAX）
- 日焼け跡の残る美少女と夏の終わりの性交記録（1月25日、TMA）
- 突然パンチラで挑発されてこっそりシゴいちゃった僕。その17（1月25日、アロマ企画）
- エビ反りピストン騎乗位（2月1日、アロマ企画）※AV OPEN 2018ノミネート作品
- 絶対領域 挑発美少女ハーレム学園 すべすべな太ももに挟まれ身動きできず何度も射精させられる！（2月13日、MOODYZ）
- 朝、目が覚めると見知らぬ女。酔っ払って自宅に連れ込んだ女と朝から晩までヤリまくり性交。 ヤリマン美女みかこ あべみかこ（2月22日、クリスタル映像）
- 【完全主観】モテモテノーパンハイスクール ボクのオチンチンを奪いあうノーパン女子校生たちとのハーレム学園性活（3月8日、BAZOOKA）
- 大学で一番人気の可愛いアイドル女子大生とまさかのデリヘルで対面!憧れのアイドルが僕のチ●ポでアヘ顔晒してヨガリまくる!!（3月8日、BAZOOKA）
- 夫婦で挑戦！夫があべみかこの凄テクを20分我慢できたら賞金！ 2回イカされちゃったら妻が寝取られ中出しSEX！！（3月13日、はじめ企画）
- カンキン ケータイ落としただけなのに… ストーカーみたいなおじさんに調教された数日間の記録（3月15日、ピーターズMAX）
- 息子の嫁 あべみかこ（4月1日、プラネットプラス）
- 新奴●城6（5月7日、アタッカーズ）
- 男達の性玩具 黒髪美少女はオナペット みかこ18歳（5月13日、イノセント/妄想族）
- 超絶倫義父（オヤジ）と逆夜●い新妻（おさなづま）（5月15日、ピーターズMAX）
- 人気ヘルス嬢だらけの抜き差しバッチリ！癒しのパイパン裏ヘルス お店に秘密で本番行為OKの裏風俗店（5月17日、BAZOOKA）
- 絶倫の義父に寸止めで焦らされ続けた私は…。（5月25日、マドンナ）
- 新奴●城7（6月7日、アタッカーズ）
- 果てしなく従順なメイド10名と暮らす王様 ～第2章～（6月13日、MOODYZ）
- ゆ～っくりね～っとりじ～っくり男を責めて快楽絶頂に導くスローSEX痴女4本番（6月14日、BAZOOKA）
- 「見れば必ずうまくなる」今日からアナタもテクニシャン！あべみかこがズバリ教える女性が本当に喜ぶSEXテクニック効果絶大！彼女はメロメロ！妻はヘロヘロ！風俗嬢はエロエロ！抜けて役立つ！一石二鳥のビデオ！（8月15日、ピーターズMAX）
- ワキ性感 窒息絶頂アームピット開発（9月1日、MOODYZ）
- 佐倉絆 レズ4本番 超人気女優豪華共演スペシャル （9月13日、ミリオン）
- 汗まみれの中出し性交（9月15日、ピーターズMAX）
- 八尋麻衣 レズ解禁 私、あべみかこちゃんとじゃなきゃレズ解禁しません! （10月7日、ビビアン）
- 東京同人倶楽部 05（10月25日、TOKYO同人倶楽部）
- 引っ越しを終えて汗だくになったお隣さんと抱き合ったのはダンボール箱しかない生活感ゼロの部屋の中（11月8日、BAZOOKA）
- 世界で一番濃いザーメンを大量ごっくん 八尋麻衣 あべみかこ（11月19日、ROOKIE）
- 【G1】探検特捜サバイブレンジャー サバイブピンク生贄洗脳（11月22日、GIGA）
- 豪華共演！市川まさみ＆超人気女優たちがイカせてくれる 夢のハーレム逆3Pスペシャル（12月12日、SODクリエイト）

- 親友 ～マブダチ～ 美少女レズ旅日記 あべみかこ 栄川乃亜（1月15日、ピーターズMAX）
- 君が、乳首でイケますように あべみかこ（1月24日、ワープエンタテインメント）
- 奴●メイドの館 ～主従のレズビアンお嬢様～（2月7日、ビビアン）
- 神尻 あべみかこ（2月15日、ピーターズMAX）
- 天使J●vsサキュバス ●K学園レズバトル（2月19日、レズれ！）
- 突然生えてきたふたなりデカち○ぽの性欲に溺れてメスザーメンを大量射精する’おちん娘’女子○生 あべみかこ、美谷朱里、深田結梨（2月19日、ラポルノ/妄想族）
- 「えっ！何でボクの部屋に！？」 憧れのあべみかこちゃんとひたすら3日間ハメまくった夢のような日々の記録（3月15日、ピーターズMAX）
- 【大人の東京NTR】婚約カップルの彼氏を視線で誘い濃厚ベロチューで堕とし寝取って強●中出しさせる略奪の美学 あべみかこ（4月1日、ラポルノ/妄想族）
- SOD酒場ドキュメント ほろ酔いキカタン送迎ナンパ あべみかこの場合（4月3日、SODクリエイト）
- 素人あべみかこ ツンデレオタクAV女優が素を曝け出し何度も巨根で完全ガチイキ！！（4月19日、ラポルノ/妄想族）
- ムカつく先輩の大切な妹を3ヶ月間どっぷり洗脳催●しオナホ化させて中出しした記録映像【渋谷催●同好会監修】 あべみかこ（5月19日、ラポルノ/妄想族）
- NTR×JOI 可愛い彼女・姉妹・友達にセンズリ指示される童貞の僕（5月21日、SODクリエイト）
- 微乳パイパン美少女と2連射せっくす 2nd Attack！！ あべみかこ（6月12日、CHoBitcH）
- もっとちょうだい！年下のコに金玉枯れ果てるまで搾り取られたい あべみかこ（6月15日、ピーターズMAX）
- デカチン男たちが隠し撮りした、あべみかこナンパ連れ込み映像。このあと滅茶苦茶セックスした（6月19日、ラポルノ/妄想族）
- イラマチオの中のイラマチオ（6月25日、SEX Agent/妄想族）
- 大早漏の限界連続射精～男を何度もイかせる禁断のテクニック～（6月25日、SEX Agent/妄想族）
- LESBIAN VIRGIN これが私の理想のハーレム レズビアン（7月7日、ビビアン）
- 黒髪お下げの微乳少女がコワモテ中年おじさんに狙われて初々しいカラダを穢されながらイカされてしまいましたぁ！！ あべみかこ（7月8日、カムカムぴゅっ！）
- あべみかこデビュー8周年記念8時間ベスト プレミアムVOL.3（7月15日、ピーターズMAX）
- お姉ちゃんの女友達がえっちでショタコンいたずらされちゃう僕（7月15日、SODクリエイト）
- 個撮制服 001 みかこ あべみかこ（7月19日、ラポルノ/妄想族）
- 射精確率変動連荘ザーメン～確変状態のチ●コに迫りくる痴女たちの止まらない悪戯～（7月25日、SEX Agent/妄想族）
- セーラー服の美少女が昼間からホテルでオジサンとイケナイお遊びしちゃってます！！ あべみかこ（8月3日、カムカムぴゅっ！）
- 中年オヤジと制服美少女 あべみかこ（8月14日、CHoBitcH）
- 死ぬほど嫌われている妹に強●キメセク近親相姦！媚薬で立場逆転でメロメロにさせてやったw（10月15日、ピーターズMAX）
- 挑発パンチラ美少女ハーレム2 エロ盛り娘に囲まれチ○ポバカになるまでイカされる！ 久留木玲 あべみかこ 松本いちか（11月13日、MOODYZ）
- 奇跡の巨乳「大きいおっぱいは、好きですか？」（11月15日、ピーターズMAX）
- あべみかこの完全主観ヴァーチャルセックス～言葉責めとJOIで恋人気分～（12月25日、SEX Agent/妄想族）

- 監禁！拷問！調教！絶叫！絶頂！ 強●絶頂絶叫拷問調教 新人エリート麻薬捜査官 熱狂する哀しき女戦士の肉体（1月13日、AVS collector’s）
- 「先輩の終電の時間過ぎちゃいましたね…。」ノーブラノーパンすっぴん小悪魔後輩の社宅で、彼女がいるのに僕は滅茶苦茶に逆NTRされちゃいました。 あべみかこ（1月15日、ピーターズMAX）
- 終電を逃した普段おとなしいバイト二人を家に泊めてあげたら積極的にセックスを求めてきて何度も何度も精子を搾り取られた 月乃ルナ あべみかこ（4月13日、MOODYZ）
- 聖水ハーレム 美少女4人におしっこビチャビチャかけられ何度も射精させられたい!（5月13日、MOODYZ）
- THE PERFECT ORGASM MANUAL 男性も女性も最高潮にイカせるテクニック♪ ～本当に気持ち良いSEXのための性のお悩み相談室スペシャル～（5月15日、ピーターズMAX）
- あべみかこ 解体新書（6月1日、S-Cute）[46]
- 奇跡の透明感 2021 REMAKE 1万本売れた初のAVデビュー作から9年！！ あべみかこ27歳（7月15日、ピーターズMAX）
- 素人時代 AV女優になる前の、どこにでもいる普通の女の子の話。（10月15日、ピーターズMAX）
- ちっパイシャ!! ちっぱいにザーメンをぶっかけられるちっぱい娘たち（12月28日、SEX Agent/妄想族）

- 新妻みかことツンデレ新婚生活（1月15日、ピーターズMAX）
- 百合企画 本格百合脚本家とコラボした作品!!ゴシック×百合(レズ) 「ange dechu(アンジュ・デシュ)」（1月27日、SODクリエイト）
- 完全主観で楽しむあべみかことの新婚生活（2月20日、プラネットプラス）
- 私を抱きしめて…。 隣人に恋したシングルマザー（4月20日、プラネットプラス）
- このメス女…只今発情真っ盛り！？ あべみかことしてみませんか？（5月10日、クリスタル映像）
- マジックミラー号 カップル既婚者限定で寝取り中出し初挑戦!!男潮あり!乳首責めあり!問答無用の痴女テク連発逆ナンパSP あべみかこ（5月12日、SODクリエイト）
- 素人のお宅にSEXをお届け！あべみかこが宅配デリバリーSEX！！（5月15日、ピーターズMAX）
- まるっと! あべみかこ（6月5日、プラネットプラス）※『息子の嫁』『男達の性玩具 黒髪美少女はオナペット みかこ18歳』の2作品を完全収録
- 今からこの大家族全員レイプします（6月14日、ケイ・エム・プロデュース）
- ガチぶっつけ本番!レズ友撮ドキュメントSP!!誰が来るのか知らない状況で1対1でAV撮影してもらいました!!! あべみかこ（6月23日、SODクリエイト）
- つるつるパイパン生足ヒロイン 美少女戦士セーラートリニティア（8月12日、GIGA）
- 見られたくないけど見られたい性癖の女子 隠れ★露出好き 校内を全裸徘徊で歩き回っていた生徒を同級生が発見 羞恥快楽に襲われて放尿発情した後…【22年前期:副会長】（9月6日、山と空/妄想族）
- 喉ジュボ本番サービス イラマチオデリヘル（9月27日、ケイ・エム・プロデュース）
- じんかくそうさ洗脳催眠 出られない部屋から出られない催眠女子◎生のせつなさと憂鬱と心強さと…編（10月4日、山と空/妄想族）
- 彼シャツメンズエステ ちっぱいセラピストのプレミアムコース（10月5日、プラネットプラス）
- いいなり温泉旅行 あべみかこ（10月6日、SODクリエイト）
- 10年間、女子●生を卒業できなかった。【制服撮り下ろしスペシャルドラマ7タイトル収録】 あべみかこ（10月20日、SODクリエイト）
- 女の子だってエッチしたい!目の前に彼女がいるような没入感！主観で見せる4本番（11月1日、S-Cute）
- M男を連れてイクッ! ハーレムちっぱい女子旅 一泊二日焦らされ中出しスペシャル!!（11月22日、本中）
- 肉壺謝罪 ちっぱい女は断れない（12月5日、プラネットプラス）
- デビューから10年AV女優引退作品 奇跡のAV（12月15日、ピーターズRED）

- 駄目なボクだけに優しい あべみかこ（1月3日、S-Cute）
- 上京してAV女優になった幼なじみと10年ぶりの再会。好きが爆発して汗だくでエンドレス無制限SEXしまくった。（2月7日、MOODYZ）

### アダルトVR
- 【VR】妹がツルペタのくせにエロい事ばっか覚えてく（11月10日、CASANOVA）
- 【VR】微乳妹に悔しいけれど欲情が止まらない（11月14日、CASANOVA）
- 【VR】幼馴染「みかこ」の献身看護 あべみかこ ～風邪が治るなら抜いてあげる～（12月30日、TMA）

- 【VR】お姉ちゃん！いくらなんでも…生はマズくない？（5月30日、ワープエンタテインメント）
- 【VR】あべみかこ 生中出しスペシャル！！ VRだから本当にセックスしてるみたいでしょ【女子校生コスプレ編】（6月13日、ケイ・エム・プロデュース）
- 【VR】女子大生4人と王様ゲーム！！王様の言うことは絶対！！ 篠田ゆう 野々宮みさと あべみかこ 羽月希（6月13日、ケイ・エム・プロデュース）
- 【VR】混浴風呂でロリ二人の寸止め地獄 あべみかこ 野々宮みさと（6月16日、ケイ・エム・プロデュース）
- 【VR】某有名女子大の学生寮でハーレムになった素人童貞の僕（6月20日、ケイ・エム・プロデュース）
- 【VR】超VIP席！JKカップルの見せ付けレズ（9月22日、CASANOVA）
- 【VR】イチャつきデリヘル あべみかこ【リアル映像】（9月22日、ケイ・エム・プロデュース）
- 【VR】射精コントロール！オナ指示痴女 vol.4（10月6日、CASANOVA）
- 【VR】奇跡の女子校潜入VR 男子禁制のお嬢様女学園に手違いで転校してしまい今までモテなかった童貞キモヲタのオイラがまさか全員とハメまくってヤリチンにまでなれた完全俺得の夢のようなハーレム5P学園性活（11月7日、kawaii*）
- 【VR】あべみかこ 絶頂クンニ！！パイパンメイドと中出しSEX！！ ボクのことを好き過ぎるご奉仕メイドとのなんともうらやましい日常。（11月20日、CRYSTAL VR）
- 【VR】青姦VR【露出＆全編視点移動】で大好きな女子マネージャーを追いかけ回し青姦レ×プできるVR（12月15日、ピーターズMAX）
- 【VR】超リアル連続中出しSEX【高精細バイノーラル3D】（12月16日、エロタイムPOP！）
- 【VR】憧れの制服乱交VR 制服女子と濃厚Wベロキス、スケスケのスク水女子に寸止め焦らしWフェラ、僕のチ●ポ奪い合うハーレム5P大乱交体験!!（12月27日、kawaii*）

- M男遊戯 あべみかこが引きこもりの同級生を罵倒更生（2月8日、アキノリ）
- 【VR】長尺VR 近親相姦王様ゲーム【ゲーム参加型VR】で僕の妹と友達の妹と狂喜乱舞できるVR（2月16日、ヤバイVR屋さん）
- 【VR】耳元で囁くWバイノーラル淫語責め唾たらし焦らし寸止め痴女ナース（3月16日、SODクリエイト）
- 【VR】本中VR 憑依VR（4月5日、本中）
- 【VR】脱出ゲームVR 【高画質＆エンディング選択】僕は監禁され身動きができない状況で制限時間内に制服美少女と中出ししないと脱出できないVR（4月22日、ピーターズMAX）
- 「夏休みだからいいじゃん！」無防備な姿で過ごす妹のノーブラタンクトップからこぼれる胸チラ・弾けそうなデカ尻ホットパンツに理性崩壊した童貞兄が親に内緒で強●生挿入！筆おろしSEXで必死に激ピストンする兄は早漏過ぎて死ぬほど中出し！2（8月10日、V＆R PRODUCE）
- 【VR】塩対応だったナマイキ盛りの思春期美少女が家庭教師の僕（童貞）とイチャコラSEXするまでの30日（8月13日、ワープエンタテインメント）
- 【VR】明日、君はきっと堕ちる…（8月22日、ワープエンタテインメント）
- 【VR】アナタの彼氏がイケメンに寝取られるファンタジーNTR！美少年レズ（8月24日、SODクリエイト）
- 「いつまでケンカしてんの！！」実は近親相姦愛を育んでいた兄妹が喧嘩を装い親に隠れて喘ぎ声を押し殺しながら危険な中出し交尾3（9月14日、V＆R PRODUCE）
- 【VR】ハーレムASMRVR【高画質＋高音質】で脳がとろける3D立体映像でトリップ体験できるVR（9月21日、ピーターズMAX）
- 【VR】ごっくん、命。（10月12日、ワープエンタテインメント）
- 【VR】HQ版 どぴゅっ×10 連続射精！！ イっても止めないエッチな彼女‘みかこ’と超濃密生中出しセックスしよ！（11月24日、KMPVR-bibi-）
- 【VR】男装VR【HQ高画質＋視点移動＋男装】で男子の制服を着ている友達が目の前で輪●されているのに、何もできない新しい胸糞体験を臨場感満載で体験できるVR（11月30日、ピーターズMAX）
- 【VR】バス時間停止痴●VR【完全移動視点＋高画質6K撮影】で通勤・通学中の女性専用バスに潜入して女子○生やOLを中出しSEXヤリたい放題できるVR（12月20日、ピーターズMAX）
- 【VR】一撃 あべみかこ（12月21日、ワープエンタテインメント）

- 【VR】KMP VR1000作記念感謝企画!!【長尺VRドラマ】夢のオフパコ免許合宿 ワケあり欲求不満な美女とハーレム化!! 4人全員に中出し!! 全4コーナー!!（1月24日、KMPVR）
- 【VR】女淫魔主導VR！超可愛い彼女と余裕のリア充生活を楽しんで居たら、『リア充はムカつく！！』とあべみかこサキュバスに乗っ取られて… 八尋麻衣・あべみかこ（1月31日、KMPVR）
- 【VR】サークルのアイドルが終電を逃した！！普段は強気な彼女が寝ているところに忍びよると、天使のすっぴん寝顔！！思わずさわさわしてたら彼氏と間違ってそのまま生中出し連続射精SEX！！（2月28日、KMPVR-bibi-）
- 【VR】あべみかこ うたた寝ギャルにこっそりいたずら…その後なんだかんだでセックスしちゃった（3月15日、CRYSTAL VR）
- 【VR】長尺VR 生意気な妹に抵抗され睨まれ、罵倒されながら無理矢理近親相姦する兄、嫌がっても兄妹の体の相性は抜群でイキ狂いチンポ堕ちする妹（5月8日、TMA）
- 【VR】ツンデレな可愛い彼女と二人の部屋で毎日ヤリまくり…だがそれがいい（5月17日、KMPVR）
- 【VR】男子禁制のレズ体験！！あべみかこになって篠宮ゆりになって、本当に100倍気持ちいい絶頂イキしよっ！！（5月26日、KMPVR-bibi-）
- 【VR】あべみかこVR あべみかこを楽しむ夢の4シチュエーション（7月4日、KMPVR）
- 【VR】サキュバスVR～第2章～不思議な呪文で親戚の双子姉妹が搾精サキュバスに大変身！（7月15日、SODクリエイト）
- 【VR】父娘相姦（8月9日、CASANOVA）
- 【VR】ボテ腹になるまで連続中出しレ○プ みかこちゃん（9月5日、SODクリエイト）
- 【VR】VR両親の居ない日、僕は妹と精子が枯れるまで1日中ヤリまくった。（10月3日、TMA）

- 【VR】人妻だらけのデッサン教室でヌードモデルになったボク!! 欲求不満な着衣妻4人の視線でビンビンになってしまったボクの全裸チ○ポ! それを見た奥さんたちが…!!（3月11日、MOODYZ）
- 【VR】開脚固定・両手拘束 終わらない電マ 快楽漬けSEX（3月25日、BabyEntertainment）
- 【VR】「っていうか絶対、あべみかこだよね？！」としつこく聞いても否定するパイパンマ●コをクンニで責め立てナマ姦性交（6月12日、ワープエンタテインメント）
- 【VR】デジタルリマスターで鮮明に蘇る！VRドチャシコ名作コレクション～（6月19日、CASANOVA）
- 【VR】あべみかこお貸しします。VR 自宅であべみかこと夢にまでみた中出しセックス！（10月22日、CRYSTAL VR）
- 【VR】淫乱幽霊～死んだ彼女が僕の前に現れて寂しいチ●ポを刺激してくれる～（11月13日、CASANOVA）

- 【VR】天井特化アングルVR ～あべみかこからのプレゼント～（1月24日、KMPVR）
- 【VR】僕としかまともに会話が出来ない陰キャの幼馴染は子宮を刺激されて排卵する時の感覚にハマっている（4月9日、KMPVR）
- 【VR】全く興味の無かった貧乳の先輩にぐいぐい迫られ希望回数射精させてもらった飲み会の夜（4月16日、KMPVR-bibi-）
- 【VR】年端もいかない友達の妹が好きで好きで好きで好きで好きでどうしようもなくて媚薬洗脳（7月6日、KMPVR）
- 【VR】数珠つなぎ媚薬漬けVR キメセクにハマった修学旅行生たちに舐められハメられ‘順に’中出しハーレムSEX（7月23日、ナチュラルハイ）
- 【VR】この女ヤバすぎる… ボクは豹変したヤバイ彼女のイキすぎた独占欲で失神寸前まで犯●れ続けた（9月11日、KMPVR）
- 【VR】フェロモンムンムンワキ毛パイパン痴女の誘惑 初体験が新たな興奮と快感を呼び覚ます！！（9月20日、ワンズファクトリー）
- 【VR】＜三大天アングル/挟み撃ち×地面特化×天井特化＞常に乳首責め！四方八方から完全包囲され最高の射精絶頂体験 密着サンドイッチ逆3P あおいれな あべみかこ（12月10日、kawaii*）

- 【VR】静寂の中…元カノ2人がささやいて焦らしてボクの事をねっとり痴女りまくりで何発も中出しをしてしまった…。（2月10日、MOODYZ）
- 【VR】〈全員Aカップ！ちっぱい限定！〉僕が実家に帰省し、玄関の扉を開けた瞬間からエッチな波状攻撃が始まりました…義妹6人が僕を取り合う！？3年振りの帰省に興奮するちっぱい’s 舌を使った舐め尽くし波状攻撃でギンギンになったおち○ぽをちっパイズリでメタメタに…（3月2日、SODクリエイト）
- 【VR】絶対に乳首をお留守にしないW美少女逆3P！最初から最後まで 常に乳首を責められながら唾飲み顔面舐められまくりSEX（3月16日、SODクリエイト）
- 【VR】あべみかこ とある日の午後…僕はあべみかこにちっぱいの素晴らしさを教わった。（4月26日、CRYSTAL VR）

### イメージビデオ
- パイパンヌード～無●正・ロ●ータ・初イメージ～あべみかこ（2019年5月26日、スパークビジョン）
- パイパンヌード～無●正・ロ●ータ・2ndイメージ～あべみかこII（2019年9月26日、スパークビジョン）
- パイパンヌード～無●正・ロ●ータ・3rdイメージ～パンティー付/あべみかこIII（2020年3月26日、スパークビジョン）
- Honey/あべみかこ（2020年12月6日、スパークビジョン）
- Nude Queen/あべみかこ（2020年12月6日、スパークビジョン）
- Pure Gril/あべみかこ（2021年1月15日、スパークビジョン）

### 音楽
- 『女子校生に殺されたい。』／歌：あべみかこ（2020年9月26日配信開始）
- 『貧乳行進曲 feat FRANKEN,K-JACK』／歌：FRANKEN,K-JACK,あべみかこ（2020年9月16日配信開始）
- 『STAY POSITIVE』／歌：FRANKEN feat. あべみかこ & K-JACK（2021年2月3日配信開始）
- 『蜜柑』（2021年2月24日、Ｐ-girl’s REMIX）[41]
  - 作詞作曲：樫原伸彦[34]
- 『仔猫ぢゃないから私は』／歌：あべみかこ
- 『友達でいようよ』／歌：あべみかこ  作詞/作曲：樫原伸彦、編曲：難波 研、動画：ELECTRIC LADY
- 『シコって寝ろ』 ／歌：FRANKEN feat. あべみかこ & K-JACK（2021年12月13日）

### 写真集
- ぐるっとまわせる！原寸大おっぱい図鑑3D（2019年2月4日、一迅社　撮影：須崎祐次、監修：安田理央）‐Aカップモデル[47]

## 出演

### テレビ
- 阿部乃ちゃんねる（2018年1月2日,2月2日,8月5日,9月2日、エンタ!959）
- あべみかこのAAですけど何か?（2018年10月3日-[48]、エンタ!959）
- 魚拓と成瀬のツキとスッポンぽん #217,#218（2018年10月28日,11月4日、パチ・スロ サイトセブンTV）
- ダラケ! 〜お金を払ってでも見たいクイズ〜（2018年12月6日、20日、BSスカパー!）
- 湯らり鉄道 女子ふたり旅（2020年7月、BSスカパー!）
- 本庄鈴ととのいました（2021年5月19日、6月16日、エンタ!959）

### PV
- 「夢のカリフォルニア」平石佳啓（2018年3月、自遊道楽倶楽部）[49]
- 「近所のあの子」ジグソウ（2019年3月、Bloom）[50]

### 映画
- ツンデレ娘　奥手な初体験（2019年5月17日、オーピー映画）‐ 畠山ちひろ 役（主演）[51][52]
- 眠れる森のミチコ（2020年、オーピー映画）‐ 山田道子 役（主演）[53]
- 無慈悲な光（2021年、監督：カジ） - 実験用マウスM02 役[54]
- ふきげんな姉妹（2023年11月26日、オーピー映画） - 丸山カナ 役[55]

### 舞台
- 無慈悲な光（2019年7月4日 - 7日、東京・下北沢Geki地下Liberty） - 実験用マウスM02 役[56][57]
- くつ屋さんのおはなし（2020年2月5日 - 9日、東京・テアトルBONBON） - 古場二美子 役[58]
- 鉛色の恋（2024年8月6日 - 12日、高田馬場ラビネスト）Aチーム

### 配信
- あべみかこさんの家、特定したんでリア凸してみた (2017年11月10日、PROWRESTLING SHIBATAR ZZ)[59]

- 私とデートしませんか？#08（2021年1月22日、らぽふぁん JAV/YouTube[60]）‐ あべみかこ 役
- こんもりch（2022年5月-9月、アトムクリニック公式YouTube）- こんもりガールズ[61]

### ゲーム
- 新宿スカウトバトル（2019年12月2日、DMM GAMES）- 合気道を習う女の子・あべみかこ 役[62]

### CM
- Vitorelinサプリメント「Vitorelinがあるとき、Vitorelinがないとき編」（2023年12月 - 2024年1月、GOALD）